# إيرفين رينا
إيرفين رينا (بالإسبانية: Irvin Reyna)‏ هو مدرب كرة قدم ولاعب كرة قدم هندوراسي في مركز الوسط، ولد في 7 يونيو 1987 في Tela ‏ في هندوراس. شارك مع منتخب هندوراس تحت 20 سنة لكرة القدم ومنتخب هندوراس تحت 23 سنة لكرة القدم ومنتخب هندوراس لكرة القدم. أما مع النوادي، فقد لعب مع نادي موتاجوا ‏.

## وصلات خارجية
- إيرفين رينا على موقع قاعدة بيانات كرة القدم.إي يو (الإنجليزية)
- إيرفين رينا على موقع ناشيونال فوتبول تيمز (الإنجليزية)
- إيرفين رينا على موقع Soccerway.com (الإنجليزية)